# Robert Miles
Robert Miles, pseudoniem van Roberto Concina (Fleurier, 3 november 1969 – Ibiza, 9 mei 2017), was een Zwitsers-Italiaanse dj, muziekproducent, muzikant en componist in de muziekstijlen trance, techno, house, chill-out en andere elektronische muziekstijlen. Later ging Miles zich richten op meer alternatieve en experimentele muziek, waarbij invloeden van triphop, Indiase muziek, nu jazz en rock naar voren kwamen.

## Levensloop
Roberto Concina werd in Zwitserland geboren als zoon van Italiaanse immigranten.
In zijn thuishaven werkte hij als diskjockey, waarbij hij opviel door het gebruik van de toen vrij onbekende muziekstijlen ambient en drum-'n-bass. Bij het componeren van zijn eigen muziek ontwikkelde Miles zich dan ook deze kant op toen hij in een studio zijn muziek met behulp van een computer samenstelde.
Snel kreeg hij aanzien binnen de muziekwereld en toen hij naar Londen verhuisde, kwam het tot een zakelijk contact met Madonna. Vanuit Engeland slaagde hij er uiteindelijk in om met zijn dromerige dance, die al snel de naam dream, dream trance of dream house meekreeg, de hitlijsten te bestijgen. Zijn debuutsingle Children (uitgebracht in 1995) eindigde in meerdere landen hoog in de hitlijsten.
Hierop volgde de single Fable. De "Message Version" van Fable bevat vocals van Fiorella Quinn, de "Dream Version" is instrumentaal. Miles' debuutalbum Dreamland, dat op 7 juni 1996 in Europa werd uitgebracht, werd een bestseller. Een maand later werd het album ook uitgebracht in de Verenigde Staten, met een nieuw nummer, One and One, met zang van Maria Nayler. Dit nummer werd erg populair en werd uiteindelijk uitgebracht op single in de VS en in Duitsland. In Duitsland werd om deze reden aan het einde van 1996 een nieuwe versie van het album Dreamland uitgebracht onder de titel Dreamland: The Winter Edition, waarop het nummer One and One was inbegrepen.
Op 27 november 1997 werd Miles' tweede album uitgebracht, 23am, met als bekendste nummer Freedom met vocals van Kathy Sledge.
Op 11 juni 2001 volgde zijn derde album, Organik, dat zowel op grammofoonplaat als op cd werd uitgebracht. Dit album was het eerste album op Miles' eigen platenlabel S:alt Records en werd gezien als een breuk met de stijl waarmee Miles bekend was geworden. In 2003 werd Organik Remixes uitgebracht, een album met remixen van Organik. Dit album was een mix van creaties van winnaars van een wedstrijd gehouden op de website van Miles en remixen van bekende artiesten.
Aan het einde van 2003 verhuisde Miles van Londen naar Los Angeles. In 2004 bracht hij een album uit samen met Trilok Gurtu, getiteld Miles_Gurtu.
Het vijfde studioalbum Th1rt3en kwam uit in februari 2011. Onder meer Robert Fripp, Dave Okumu, Jon Thorne en Davide Giovannini werkten mee aan dit album. Het album bestaat uit alternatieve en progressieve rock gemengd met elektronische geluiden.
In 2012 begon Miles op het Spaanse eiland Ibiza de radio-omroep OpenLab.
Miles verzorgde de soundtrack voor de documentaire The Turn of This Century (2013), een film gemaakt met fotografie van het tijdschrift Life.
Op 9 mei 2017 overleed Miles op 47-jarige leeftijd op Ibiza aan de gevolgen van alvleesklierkanker.

## Discografie

### Studioalbums
- Dreamland (1996)
- 23am (1997)
- Organik (2001)
- Miles_Gurtu (2004)
- Th1rt3en (2011)

### Compilaties en remixalbums
- In the Mix (1997)
- Renaissance Worldwide: London (2002, met Dave Seaman)
- Organik Remixes (2003)

## Hitlijsten

### Albums
| Album met eventuele hitnotering(en) in de Nederlandse Album Top 100 | Datum van verschijnen | Datum van binnenkomst | Hoogste positie | Aantal weken | Opmerkingen |
| ------------------------------------------------------------------- | --------------------- | --------------------- | --------------- | ------------ | ----------- |
| Dreamland                                                           | 1996                  | 22-06-1996            | 19              | 14           |             |
| Dreamland: The Winter Edition                                       | 1996                  | 18-01-1997            | 23              | 17           |             |

| Album met hitnotering(en) in de Vlaamse Ultratop 200 albums | Datum van verschijnen | Datum van binnenkomst | Hoogste positie | Aantal weken | Opmerkingen |
| ----------------------------------------------------------- | --------------------- | --------------------- | --------------- | ------------ | ----------- |
| Dreamland                                                   | 1996                  | 29-06-1996            | 13              | 17           |             |

### Singles
| Single met eventuele hitnotering(en) in de Nederlandse Top 40 | Datum van verschijnen | Datum van binnenkomst | Hoogste positie | Aantal weken | Opmerkingen                                                 |
| ------------------------------------------------------------- | --------------------- | --------------------- | --------------- | ------------ | ----------------------------------------------------------- |
| Children                                                      | 1995                  | 17-02-1996            | 3               | 14           | nr. 3 in de Mega Top 50 / Megahit / Dancesmash op Radio 538 |
| Fable                                                         | 1996                  | 15-06-1996            | 24              | 5            | nr. 16 in de Mega Top 50                                    |
| One & One                                                     | 1996                  | 30-11-1996            | 13              | 12           | met Maria Nayler / nr. 24 in de Mega Top 50                 |

| Single met hitnotering(en) in de Vlaamse Ultratop 50 | Datum van verschijnen | Datum van binnenkomst | Hoogste positie | Aantal weken | Opmerkingen      |
| ---------------------------------------------------- | --------------------- | --------------------- | --------------- | ------------ | ---------------- |
| Children                                             | 1995                  | 03-02-1996            | 2               | 22           |                  |
| Fable                                                | 1996                  | 08-06-1996            | 3               | 14           |                  |
| One & One                                            | 1996                  | 09-11-1996            | 1               | 19           | met Maria Nayler |
| Freedom                                              | 1997                  | 13-12-1997            | tip4            | -            | met Kathy Sledge |

### NPO Radio 2 Top 2000
| Nummer met noteringen in de NPO Radio 2 Top 2000 | '17  | '18  | '19  | '20  | '21  | '22  | '23  | '24  |
| ------------------------------------------------ | ---- | ---- | ---- | ---- | ---- | ---- | ---- | ---- |
| Children                                         | 1598 | 1623 | 1516 | 1265 | 1325 | 1217 | 1106 | 1070 |

1. ↑  Een vetgedrukt getal geeft de hoogste notering aan.
2. ↑  2017 was het eerste jaar met een notering voor dit nummer.